# Horvát költők, írók listája
Ez a lista a horvát nyelven alkotó (→horvát irodalom) esszéisták, regényírók, drámaírók, költők nevét tartalmazza, betűrendben, évszámmal ellátva:

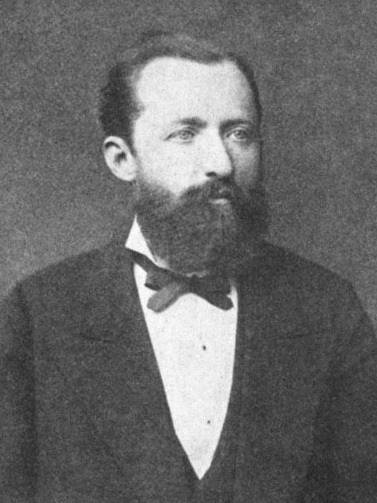
August Šenoa

## Betűrendes lista

### A
- Viktorija Aladžić
- Ivan Andrašić
- Ivo Andrić
- Grga Andrin
- Ivan Aralica
- Zvjezdana Asić Šarić

### B
- Antun Bačić
- Pavao Bačić
- Pavle Bačić
- Grgo Bačlija
- Maja Bačlija-Kikić
- Krešimir Bagić
- Juraj Baraković
- Franjo Bašić
- Pavao Bašić-Palković
- Milan Begović
- Miroslav Beker
- Stipan Bešlin
- Adam Tadija Blagojević
- Vjekoslav Boban
- Rafo Bogišić
- Vladimir Bošnjak
- Briglevich József
- Mile Budak
- Jelisaveta Buljovčić Vučetić

### C
- Jan Cernovický
- Dobriša Cesarić
- Ilija Crijević

### Ć
- Musa Ćazim Ćatić
- Ivan Franjo Čikulin
- Andrija Čubranović
- Ivan Petreš Čudomil
- Ivica Čuljak

### CS
- Csernovics Demeter

### D
- Vladan Desnica
- Ilija Despot
- Marin Držić
- Džore Držić
- Branka Dulić
- Marija Maja Dulić
- Josip Dumandžić
- Josip Dumendžić Meštar

## Dž
- Ilija Džinić

## E
- Matija Evetović

### F
- Ficzkó József
- Verancsics Faustus
- Lazar Francišković
- Frangepán Ferenc Kristóf

### G
- Ljudevit Gaj
- Miro Gavran
- Petar Gudelj
- Ivan Gundulić

### H
- Petar Hektorović
- Dubravko Horvatić

### J
- Branko Jegić
- Marija Jurić Zagorka
- Pava Jurković Katanov
- Pave Jurković Katanov

### K
- Andrija Kačić Miošić
- Janko Polić Kamov
- Mijo Karagić
- Josip Kekez
- Josip Klarski
- Marko Kljajić
- Petar Knežević
- Ljubica Kolarić-Dumić
- Jakov Kopilović
- Mirko Kopunović
- Vladislav Kopunović
- Vladimir Košćak
- Mirko Kovač
- Ante Kovačić
- Ivan Goran Kovačić
- Josip Kozarac (1858. március 18. – 1906)
- Ivo Kozarčanin
- Silvije Strahimir Kranjčević
- Baltazar Adam Krčelić
- Gustav Krklec (1899–)
- Miroslav Krleža
- Zoran Kršul
- Ivan Kujundžić
- Snježana Kulešević
- Josip Kulundžić
- Eugen Kumičić
- Josip Kundek
- Vladislav Kušan
- Eugen Kvaternik

### L
- Tomislav Ladan
- Hanibal Lucić

### M
- Igor Mandić
- Vlatko Majić
- Ranko Marinković
- Marko Marulić
- Antun Gustav Matoš
- Ivan Mažuranić
- Slavko Mihalić

### N
- Nikola Nalješković
- Antun Nemčić
- Vladimir Nazor
- Slobodan Novak
- Vjenceslav Novak (1859–1905)

### P
- Junije Palmotić
- Vesna Parun
- Dino Pešut
- Ivan Pilat
- Petar Preradović
- Slobodan Prosperov Novak

### R
- Zvonimir Remeta
- Branko Ruzic

### S
- Ivan Kukuljević Sakcinski

### Š
- August Šenoa (1838–1881)
- Đuso Šimara-Pužarov
- Antun Branko Šimić
- Slobodan Šnajder

### T
- Ivan Tadić
- Dragutin Tadijanović
- Nikola Tordinac
- Goran Tribuson
- Jagoda Truhelka

### U
- Dubravka Ugrešić
- Tin Ujević

### V
- Joška Vlašić Manglin
- Pavao Ritter Vitezović
- Ivo Vojnović
- Stanko Vraz

### Z
- Dominko Zlatarić
- Petar Zoranić

## Lásd még
- Horvát irodalom
- Raguzai költők listája